# Slag bij Bulskamp
De Slag bij Bulskamp vond plaats in Bulskamp op 20 augustus 1297 tussen de Vlaamse troepen onder bevel van Willem van Gulik de Oudere en Franse troepen onder leiding van Robert II van Artesië. Het gevecht was een aanloop naar de Guldensporenslag in 1302. In de slag werden de Vlamingen verslagen.

## Aanleiding
Filips IV van Frankrijk had de alliantie en het huwelijk tussen Filippa van Vlaanderen, dochter van Gwijde van Dampierre en Eduard I van Engeland tegenhouden en Gwijde en Filipa gevangen gezet in 1294. Gwijde kwam in 1295 vrij met als voorwaarde dat Franse officieren Vlaamse steden bezetten: Gent , Brugge, Ieper, Lille en Douai. 
Eduard I kwam 22 november 1296 naar Kortrijk en riep hij zijn bondgenoten op om met hem een conferentie te houden. De conferentie vond plaats in Geraardsbergen 25 december bijgewoond rond Gwijde van Dampierre, keizer Adolf van Nassau, Albert, hertog van Oostenrijk, hertog Hendrik III van Bar, Jan II van Brabant, Walram van Gulik, Jan I van Holland. Oorlog werd onvermijdelijk.
In januari 1297 kwam het tot een open conflict tussen de koning van Frankrijk en de graaf van Vlaanderen.

## De slag
In juni 1297 kwam Filips aan het hoofd van een machtig leger Vlaanderen binnen en belegerde Lille. Gwijde gaf bevel om de Fransen niet in open landschap te confronteren en zich te verschansen in zijn versterkte steden, wachtend op versterkingen van zijn bondgenoten. De versterkingen zouden niet of niet in voldoende aantal aankomen. 
Het beleg van Lille duurde twee maanden en eindigde met de inname van de stad op 1 september. 
De koning splitste zijn leger en vertrouwde een deel toe aan Robert II van Artois met de opdracht zich richting Vlaanderen te bewegen. De plaats Bethune gaf zich snel over, waarna Robert op weg ging naar Saint-Omer, Kassel en Sint-Winoksbergen. Intussen versterkte een Duits contingent de Vlamingen onder de leiding van  Willem van Gullik de Oudere. Robert stuurde zijn leger naar Veurne.
De slag vond plaats in Bulskamp op 20 augustus 1297, bij een waterloop (de Steengracht?). Robert van Artois werd vergezeld door een beperkt aantal Vlamingen die tot de Leliaardsbeweging behoorden. Hij viel vroeg aan, toen de Vlaamse troepen het nog niet verwachtten, maar toch konden zij hem weerstaan en terugdringen. Bij een nieuwe aanval behaalden de Fransen de overwinning.
Volgens enkele bronnen zouden "de Veurnaars" hierbij verraad gepleegd hebben, door tijdens de slag zelf plots van kamp te veranderen. Dit dient echter naar het rijk der fabelen verwezen te worden. Zo wordt hiervoor verwezen naar de Artur de Bretagne, burggraaf van Veurne, maar de burggraaf was toen Jan van Stavele, en zijn bezittingen werden door de Franse koning geconfisqueerd. Een andere "verrader", Jan van Gistel, was niet eens ter plaatse (hij bevond zich in het belegerde Rijsel). Het verraad is dus niets anders dan een van de klassieke legenden om de nederlaag te verklaren.

## Gevolgen
Edelen werden volgens de toenmalige oorlogscode gevangengenomen en kwamen tegen losgeld weer vrij. Willem van Gulik de Oudere bezweek na de slag bij Bulskamp aan zijn verwondingen. Later bleek dit feit een van de redenen te zijn waarom de Vlamingen tijdens de Guldensporenslag de levens van de Franse edellieden evenmin spaarden. Hij was de broer van Willem van Gulik de Jongere, een van de aanvoerders van de Vlaamse strijdmacht in de Guldensporenslag.
Ook de zoon van Robert, Filips van Artesië, zijn opvolger, bezweek wat later aan zijn verwondingen. Kleinzoon Robert III van Artesië, na 1302 (dood van zijn vader) in een strijd over de erfenis, vluchtte naar Engeland en Eduard III van Engeland en was een directe aanleiding voor het begin van de honderdjarige oorlog.